# Santo Antônio do Viradouro
Santo Antônio do Viradouro é um povoado (aglomerado rural) do município brasileiro de Meridiano, no interior do estado de São Paulo.

## História

### Origem
O povoado, um dos mais antigos de todo o oeste paulista, surge por volta de 1880 em terras da Fazenda Santo Antônio, também conhecida como Virador, de propriedade de José Alves Ferreira, a mais ou menos 14 léguas (cerca de 92 quilômetros) de Rio Preto, às margens do Ribeirão Santo Antônio, próximo de uma curva do rio São José dos Dourados, daí a origem de seu nome.  

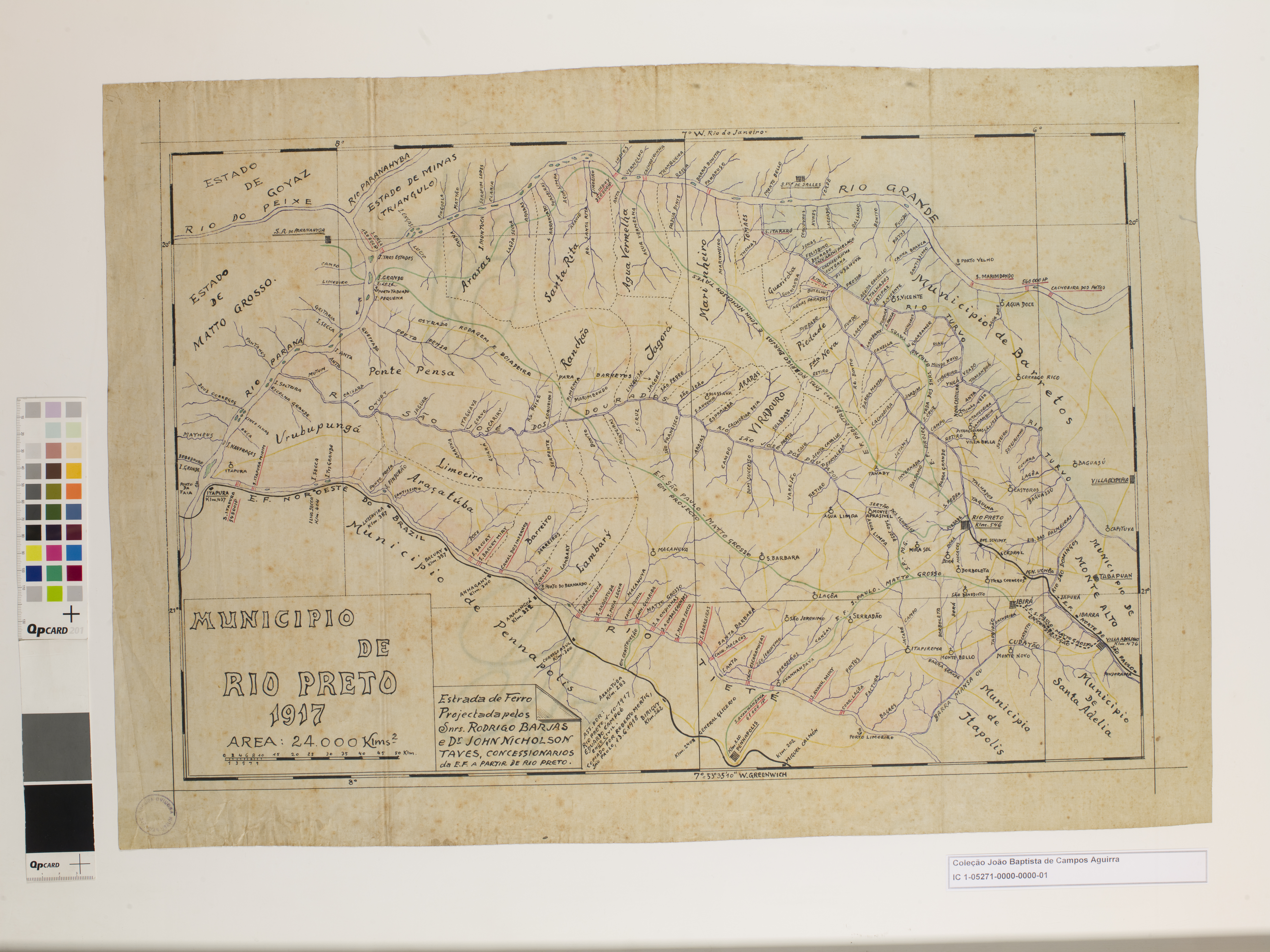
Mapa do município de Rio Preto em 1917, incluindo Piassava.

A histórica Estrada Boiadeira que ligava Jaboticabal, Barretos e Rio Preto ao Porto do Taboado no rio Paraná passava pelo local.

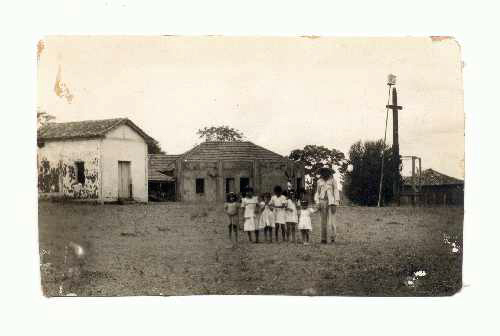
Aspecto local (1948).

Inclusive o trajeto do povoado até as margens do rio Paraná foi percorrido inicialmente por três sertanistas de Mato Grosso, que abriram a picada no ano de 1892, sendo eles o Coronel Carlos de Castro e o Padre Ferraz, ambos de Paranaíba, e o Capitão José Maria, proprietário da balsa que fazia a travessia de gado no rio Paraná.  
O engenheiro Olavo Hummel, encarregado pelo estado em 1895 para o reconhecimento e abertura oficial desta estrada, identificou que do povoado até o rio a estrada já estava aberta.  

### Formação administrativa
- Distrito policial de Piassava criado em 1908 no município de Rio Preto, extinto posteriormente[7].
- O distrito policial de Piassava foi criado novamente por decreto de 30/07/1929, no distrito de Vila Monteiro (atual Álvares Florence), município de Tanabi[8].
- Pela Lei n° 2.659 de 09/09/1936 foi transferido para o distrito de Cosmorama[9].
- Foi extinto novamente pelo Decreto nº 8.479 de 16/08/1937[10].

## Geografia

### Localização
Localiza-se ao sul do município de Meridiano, na divisa com o município de Valentim Gentil.

### Demografia

#### População urbana
| Crescimento população urbana | Crescimento população urbana | Crescimento população urbana | Crescimento população urbana |
| Censo                        | Pop.                         |                              | %±                           |
| ---------------------------- | ---------------------------- | ---------------------------- | ---------------------------- |
| 1980                         | 246                          |                              | —                            |
| 1991                         | 291                          |                              | 18,3%                        |
| 2000                         | 265                          |                              | −8,9%                        |
| 2010                         | 345                          |                              | 30,2%                        |
| 2022                         | 299                          |                              | −13,3%                       |
| Fonte: IBGE e Fundação SEADE |                              |                              |                              |

Até o Censo 2010 (IBGE) Santo Antônio do Viradouro era classificado pelo IBGE como aglomerado rural.

### Rodovias
O principal acesso ao povoado é a estrada vicinal Meridiano-Santo Antônio do Viradouro.

### Hidrografia
O povoado localiza-se à margem direita do Ribeirão Santo Antônio (afluente do rio São José dos Dourados).

## Serviços públicos

### Saneamento
O serviço de abastecimento de água é feito pela Companhia de Saneamento Básico do Estado de São Paulo (SABESP).

### Energia
A responsável pelo abastecimento de energia elétrica é a Neoenergia Elektro, antiga CESP.

### Telecomunicações
O povoado era atendido pela Telecomunicações de São Paulo (TELESP), que inaugurou a central telefônica utilizada até os dias atuais. Em 1998 esta empresa foi vendida para a Telefônica, que em 2012 adotou a marca Vivo para suas operações.

## Atividades econômicas

### Usina de açúcar e álcool
Ao lado do povoado está instalada uma usina de açúcar e álcool, a Unidade Meridiano do Grupo Cofco Agri, importante fonte de geração de emprego e renda.

## Religião
O Cristianismo se faz presente no povoado da seguinte forma:

### Igreja Católica
- A igreja faz parte da Diocese de Jales[20].

### Igrejas Evangélicas
- Assembleia de Deus - O povoado possui congregação da Assembleia de Deus Ministério do Belém, vinculada ao Campo de Fernandópolis. Por essa igreja, através de um início simples, mas sob a benção de Deus, a mensagem pentecostal chegou ao Brasil. Esta mensagem originada nos céus alcançou milhares de pessoas em todo o país, fazendo da Assembleia de Deus a maior igreja evangélica do Brasil[21].
- Congregação Cristã no Brasil[22].